# Albergo Nazionale
L'Albergo Nazionale è un ex albergo di Torino situato in via Roma 254, angolo piazza C.L.N., che era ospitato in un edificio che dal 2020 è chiamato Nuovo Palazzo San Carlo.
È un luogo storico tristemente noto nella storia del capoluogo piemontese per essere stato, durante l’occupazione tedesca della II Guerra Mondiale, la temuta sede del Comando della Gestapo, presieduto dal Maggiore delle SS, Hugo Kraas e dal comandante del servizio di Polizia di Sicurezza Tedesca Sipo-SD (Sicherheitspolizei), il tenente Alois Schmidt.

## Progettazione e realizzazione
La costruzione dell’Albergo Nazionale voluta dal piano di riprogettazione degli spazi tra piazza San Carlo e piazza Carlo Felice richiesta dalla Municipalità torinese all'architetto Marcello Piacentini (1881–1960), vide l’intervento diretto del celebre architetto nella progettazione di alcuni isolati ossia i “retri delle chiese dell’attuale piazza C.L.N., i tre lotti compresi tra Via Roma e Piazza San Carlo”. Gli schemi di facciata sulla via e sulla piazza C.L.N., di carattere “classicista-novecentista”, sono con ogni probabilità proprio quelli proposti e progettati dall'architetto Piacentini.
Nel progetto originale, davanti all'Albergo Nazionale, nell'antistante piazza C.L.N. avrebbero dovuto essere poste, oltre alle due fontane dei fiumi Po e Dora, anche una statua del Re e una del Duce.
La notte fra il 12 e il 13 luglio del 1943 Torino fu bombardata dall'aviazione inglese. Tra i bersagli colpiti vi furono via Roma e piazza Castello, ma l'Albergo Nazionale non fu danneggiato.

## Durante la Seconda guerra mondiale
Il distaccamento di Torino faceva parte del gruppo Italia-Nord Ovest con sede a Milano, capeggiato dal comandante il colonnello Walter Rauff e aveva giurisdizione su tutto il Piemonte; diviso a sua volta in sezioni, ne prevedeva una, la quarta per l’esattezza, che rappresentava il controspionaggio della Gestapo diretta dal tenente Rudolf Albrecht. Il tenente Alois Schmidt, che di lì a poco sarebbe stato promosso al grado di capitano, fu inviato a Torino fra il 18 e il 19 settembre 1943; si stabilì poi con il suo distaccamento fino al 25 settembre del 1943 dapprima all’Albergo Imperia. Insieme a Schmidt, che presiedeva il servizio di Polizia di Sicurezza Tedesca Sipo-SD, il Tenente Colonnello Maggiore Hugo Kraas fu incaricato di assumere il comando delle truppe della Militärkommadatur 10 che occuparono Torino il 10 settembre del medesimo anno. Il 20 aprile 1944, Hugo Kraas fu nominato SS-Obersturmbannführer e presiedette il comando della Gestapo di Torino alloggiato presso l'Albergo Nazionale con pugno di ferro, divenendo noto per la sua freddezza e crudeltà, tanto da costargli alcuni richiami da parte dei suoi stessi superiori. A seguito della Liberazione Hugo Kraas, Alois Schmidt e le truppe tedesche abbandonarono l'albergo nella notte tra il 27 e il 28 aprile del 1945 alla volta dell'Austria, prima dell’arrivo della III Divisione Partigiana GL che lo trovò, infatti, abbandonato.
Divenuto quartier generale della Sipo SD, il Nazionale come lo chiamano nelle loro testimonianze i partigiani, divenne il luogo dove erano interrogati e barbaramente torturati, talora anche per diverse settimane, i prigionieri politici recidivi, ovvero uomini e donne impegnati nella lotta contro il nazismo, detenuti nelle carceri Le Nuove di Torino oppure fermati nella Caserma A. Lamarmora di via Asti.
Il Nazionale appariva all'esterno recintato dal filo spinato dei cavalli di Frisia e aveva stanze adibite ad ospitare i soldati delle SS, con un costante funzionamento delle cucine come in un normale albergo; ma, nello stesso edificio, altre stanze erano utilizzate come uffici ma altre ancora come luoghi di interrogatori e torture feroci di cui ancora oggi si possono leggere le testimonianze (Archivio Della Deportazione Piemontese, noto con la sigla Adp, creato presso l'Istituto storico della Resistenza di Torino o ISTORETO)

### Testimonianze
Le testimonianze, fra i tanti antifascisti passati al Nazionale, di Anna Cherchi, Margherita Bergesio, Sergio Sarri, Giuseppe Berruto, Renato Zorgniotti, Ignazio De Paoli, rendono ragione della spietatezza degli interrogatori a cui vennero sottoposti.

Racconta Ignazio De Paoli, in una sua intervista rilasciata il 24 luglio 1982:
 Giuseppe Berruto, partigiano successivamente deportato, che allora aveva diciassette anni, ricorda così la sua esperienza al Nazionale in un’intervista del 22 maggio 1982:
E Margherita Bergesio, partigiana ex-deportata, in un’intervista del 2 giugno 1982: 
Anche Anna Cherchi fu torturata al Nazionale: "Dopo un mese, consecutivi tutti i giorni, che anche all'albergo Nazionale, non creda che mi avessero trattato con i guanti […] E lì c'era una sedia, mi han dato la corrente elettrica" (Cherchi, Adp, p. 47, intervista del 12 novembre 1982).

Sergio Sarri, partigiano interrogato al Nazionale e successivamente deportato a Bolzano, Flossenbürg e Dachau, ci racconta, in un suo libro, del permanere della funzione di albergo e luogo di ristorazione del Nazionale, accanto a quella di luogo di interrogatori e torture. Sarri infatti riferisce:
 Dell’avvocato Renato Martorelli, socialista e forte oppositore del Fascismo, non rimane oggi testimonianza alcuna a causa del decesso a seguito delle torture subite al Nazionale. Esponente di spicco di area socialista nel Comitato di Liberazione, venne catturato il 30 luglio 1944 a Niella Tanaro e condotto nell'Albergo Nazionale di via Roma 254, dove appunto trovò la morte nell’agosto 1944 (oppure tra il 20 e il 21 - tre versioni 20 agosto Museo Torino- 21 agosto Lapide; Agosto nel santino di ricordo) per le torture subite. Il suo corpo straziato non fu mai restituito alla famiglia. Oggi ricordano Martorelli e la sua abnegazione nella lotta contro il fascismo due lapidi poste l’una in Corso Palestro 10 del capoluogo Piemontese, ex-sede del Partito Socialista, e l’altra posta dal Comune di Torino, per volontà dell'Anpi proprio davanti al portone dell’attuale Palazzo San Carlo dell’ ex Albergo Nazionale.
Il capitano Alois Schmidt, che la partigiana Anna Cherchi nella sua intervista non esita a definire “ferocissimo”, sarà processato dal tribunale territoriale di Napoli nel 1950 con l’imputazione di reato continuato di violenza consistente in omicidio e in percosse e maltrattamenti contro privati nemici; sarà tuttavia assolto da molti capi di imputazione, fra cui proprio il concorso nel reato di violenza, percosse e maltrattamenti ai danni di molti partigiani (Anna Cherchi, Nicola Gioacchino, Giuseppe Carrà Mario Bellone; Pungo Gigante, Gustavo Meltzeid, Giuseppe Monfrino) per mancanza di prove; a danno di Giuseppe Garbagnati e del dottor Jacopo Lombardini, per non avere commesso il fatto. Il capitano Schmidt sarà condannato a otto anni di reclusione.

## Epoca moderna
Dopo la Liberazione l'Albergo divenne sede del comando americano di Torino.

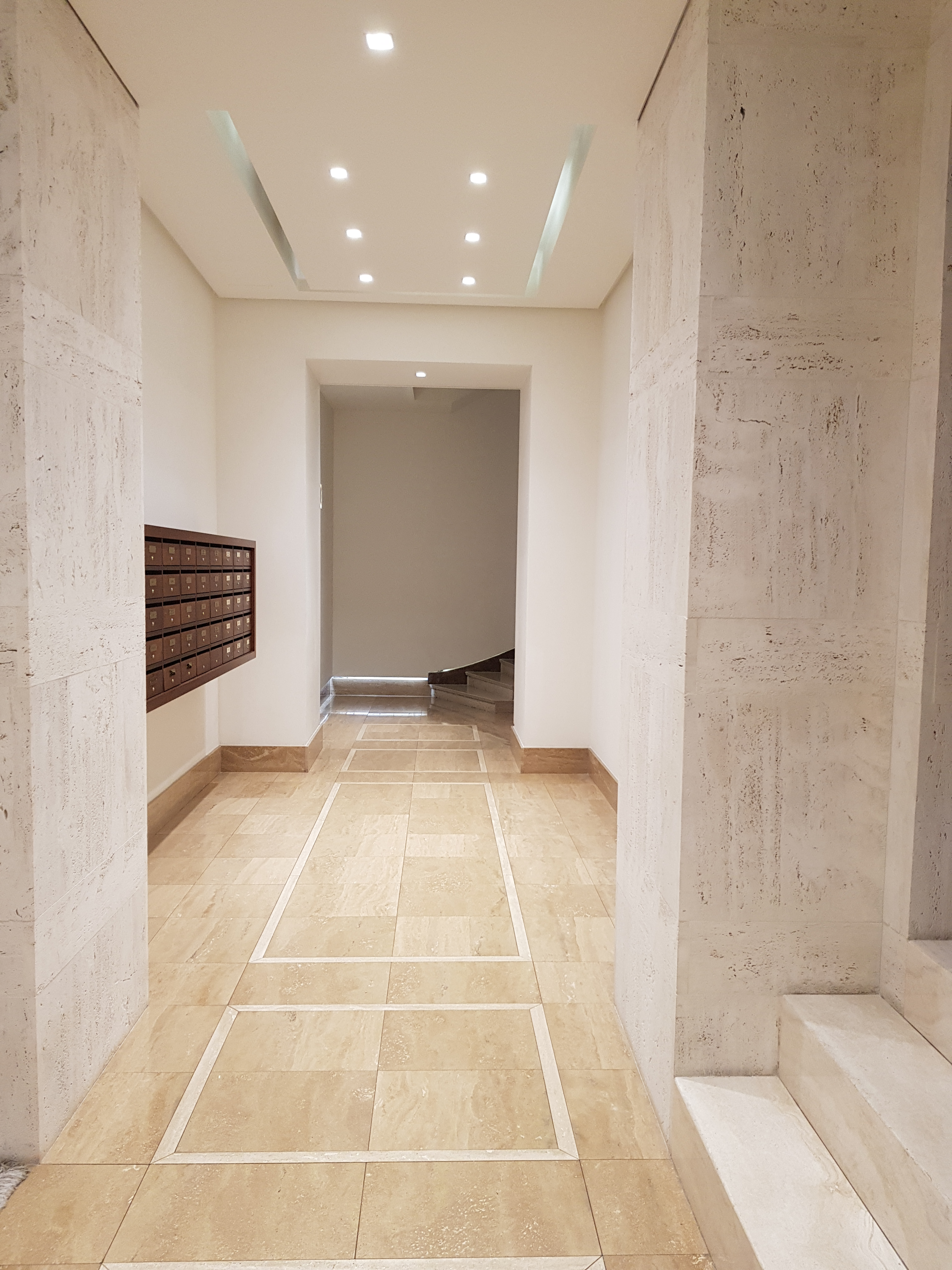
Interno ex Albergo Nazionale

L’edificio ha continuato a fasi alterne ad essere ancora un albergo fino al 2008, anno in cui è stato fatto oggetto di una ristrutturazione finalizzata alla realizzazione di appartamenti di lusso. La residenza che mantiene due entrate, una da piazza C.L.N. 254 e l’altra da via Arcivescovado 2, prevede cinque piani di residenze extra-lusso ed è stata realizzata con materiali all’avanguardia e tecniche edilizie compatibili con l’ambiente, curate da ingegneri affiancati dal Politecnico di Torino.
Nulla ricorda il suo tragico passato, tranne la lapide posta dal Comune in memoria dell'avvocato Renato Martorelli che qui trovò la morte per percosse e sevizie.